# Bahnhof Lisboa Santa Apolónia

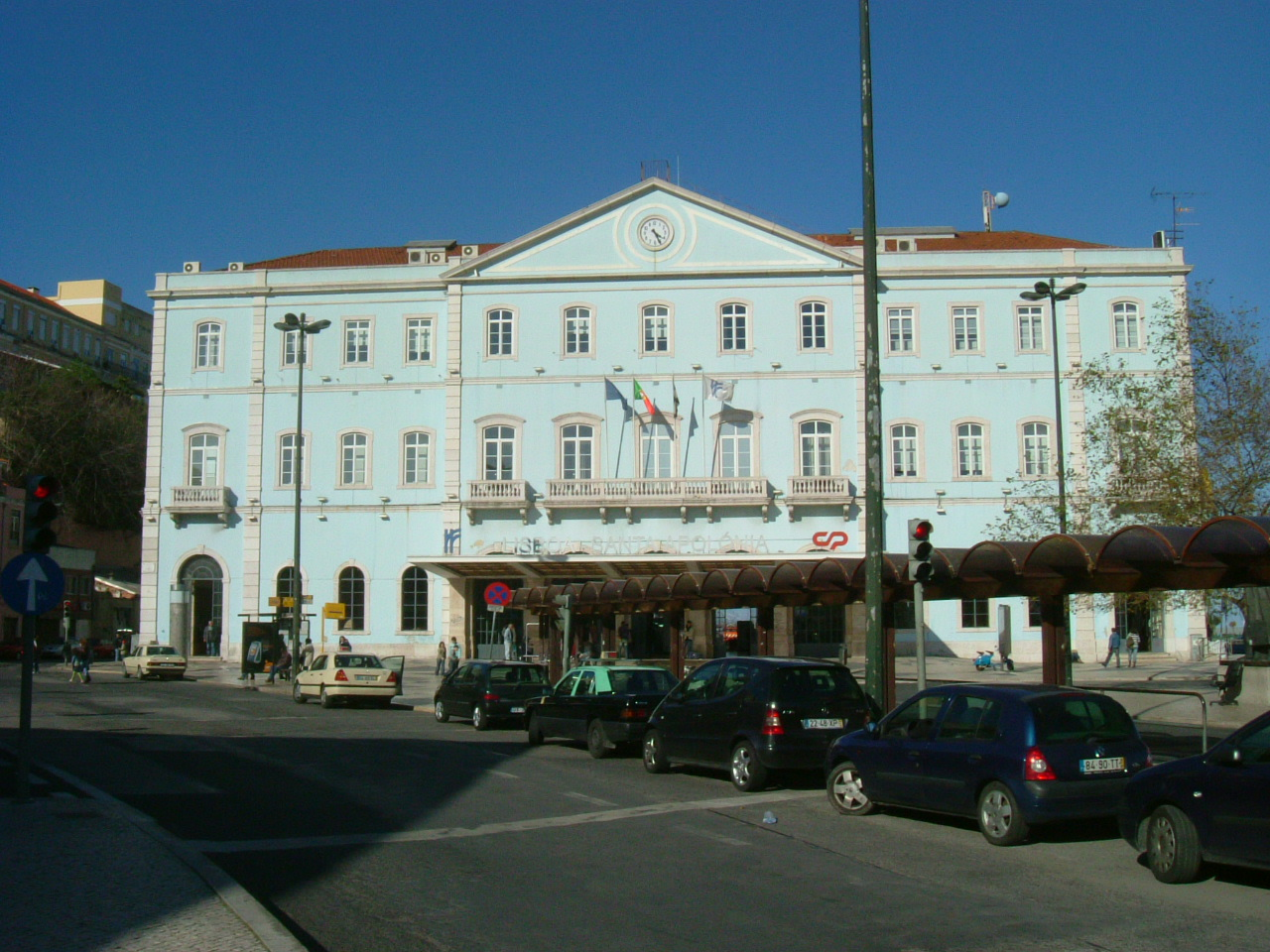
Empfangsgebäude

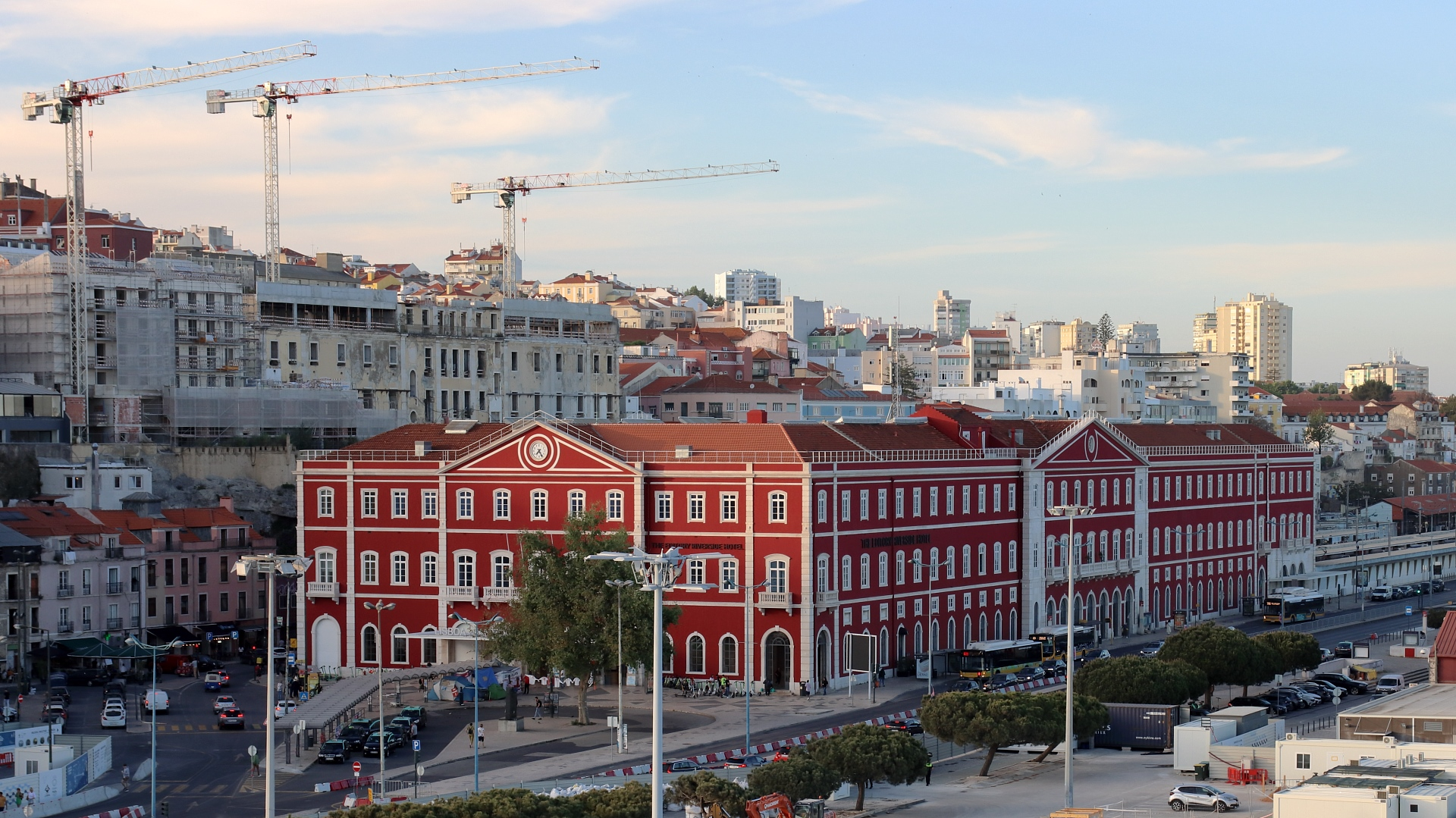
Bahnhof Santa Apolonia in neuen Farben (2023)

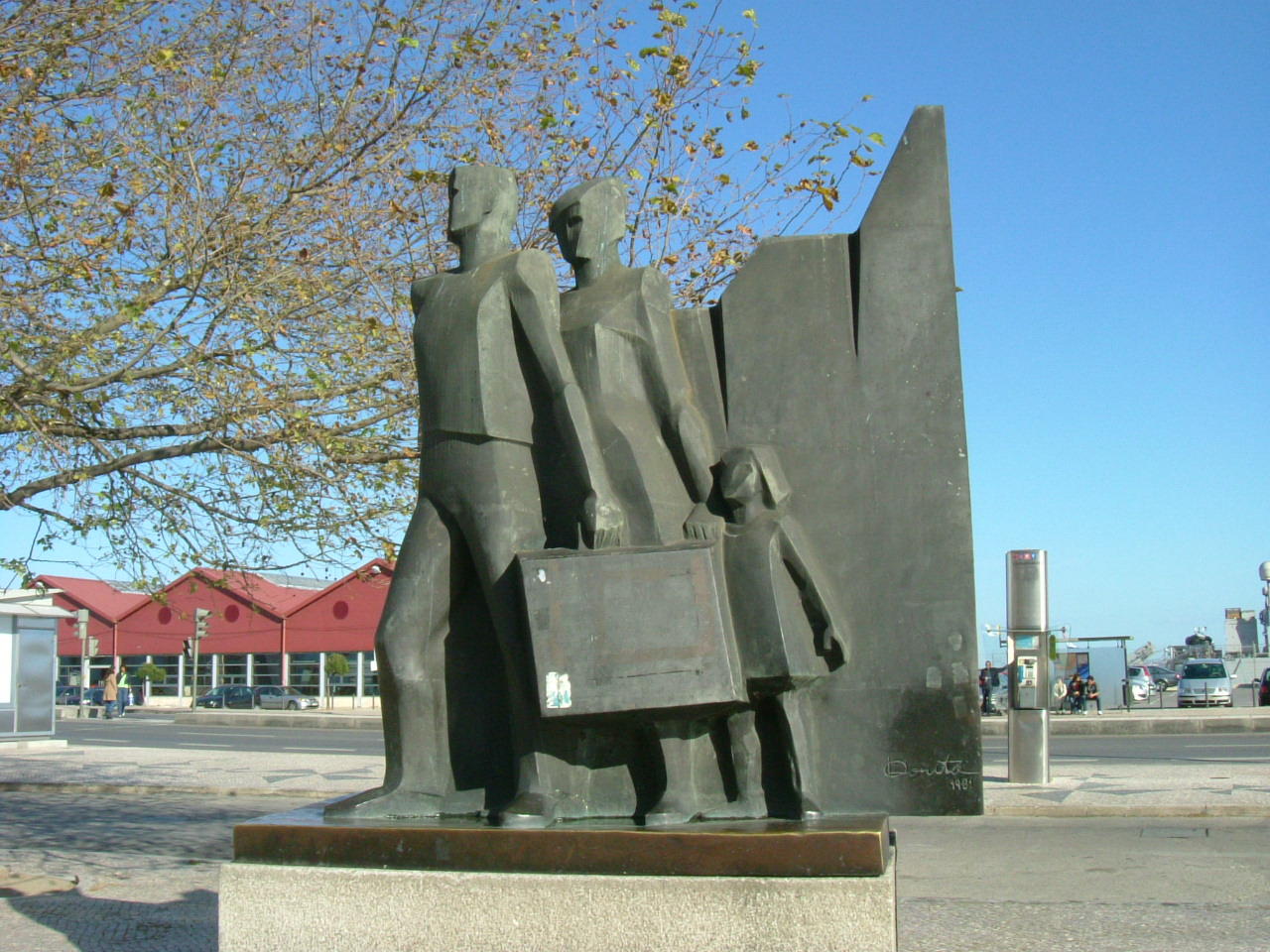
Denkmal für die portugiesischen Emigranten vor dem Bahnhof

Der Bahnhof Lisboa Santa Apolónia [liʒˈβoɐ ’sɐ̃tɐ ɐpolɔɲa] ist ein 1865 eröffneter Kopfbahnhof in der Innenstadt der portugiesischen Hauptstadt Lissabon; er befindet sich am Ufer des Tejos im Stadtteil São Vicente. Am Bahnhof enden und beginnen alle Züge aus dem Norden Portugals und auch aus Spanien und Frankreich, welche nicht nach Südportugal verlängert werden. So kommen im Bahnhof nahezu alle portugiesischen Zugkategorien vom Hotelzug über den Alfa Pendular bis hin zu Vorortszügen zusammen. Er übernimmt daher die Funktion eines Hauptbahnhofs der portugiesischen Hauptstadt. Unterhalb des Bahnhofs der Eisenbahn befindet sich der gleichnamige U-Bahnhof Santa Apolónia.

## Geschichte
Die ersten Züge in Portugal überhaupt fuhren 1856 vom sogenannten Cais dos Soldados, zu deutsch „Soldatenbahnsteig“ oder „Soldatenkai“, bis ins 36 Kilometer entfernte Carregado in der Nähe der Stadt Vila Franca de Xira. Dieser noch sehr provisorische Bahnsteig befand sich in der Nähe des heutigen Bahnhofes. Dies bildete die Grundlage für den weiteren Ausbau der portugiesischen Eisenbahn; ab 1861 fuhren die ersten Züge bis weiter nach Santarém, ab 1863 bis nach Spanien über Elvas. Um die entsprechende Prestigezwänge in der portugiesischen Hauptstadt für den wachsenden Eisenbahnverkehr zu erfüllen, ließ die königliche Eisenbahngesellschaft Companhia Real dos Caminhos de Ferro Portugueses zum 1. Mai 1865 ein einstöckiges Bahnhofsgebäude für den Kopfbahnhof errichten. Der Name Santa Apolónia, zu deutsch Heilige Apollonia, stammt von einem gleichnamigen Frauenkloster, das sich zuvor auf dem heutigen Bahnhofsgelände befand.
Bereits seit der Eröffnung des Bahnhofes Santa Apolónia und des zwei Kilometer westlich gelegenen Bahnhofes Cais do Sodré 1895 gab es Planungen, die Linha do Norte von Santarém her und die Linha de Cascais aus den westlich gelegenen Vororten Cascais und Estoril zu verbinden und unter dem innerstädtischen Praça do Comércio einen möglicherweise unterirdischen Zentralbahnhof anzulegen. Aufgrund der Unfinanzierbarkeit dieser Idee wird diese Planung heute nicht mehr weiterverfolgt.
Dadurch, dass diese Planung nicht verwirklicht wurde, entwickelte sich der Bahnhof Santa Apolónia mehr und mehr zum Hauptbahnhof Lissabons, trotz der für innerstädtische Verhältnisse relativ großen Entfernung bis zum Zentrums Lissabons um den Praça do Comércio und den Praça da Figueira. Diese Funktion besaß vor der Eröffnung des Bahnhofes und der Verlegung aller internationalen Züge nach Santa Apolónia der Bahnhof am Rossio.
Ab 1877 waren mit der Vollendung der Douro-Brücke Ponte Maria Pia in Porto erstmals auch direkte Züge zwischen den beiden größten Städten Portugals möglich. Aufgrund der wachsenden Bedeutung der Eisenbahn allgemein und des Bahnhofes Santa Apolónia beschlossen die staatlichen Eisenbahnen, das Empfangs- und Bahnhofsgebäude umzubauen. Seit 1908 präsentiert sich dem Fahrgast das bis heute weitestgehend gleiche Bahnhofsgebäude. So führen zwei Gleise bis direkt unter die Halle und die Züge halten somit mehr oder weniger direkt am Eingang. Als Ergänzung gibt es zwei weitere Außenbahnsteige mit vier Gleisen, die Züge dafür halten kurz vor der Halle.
Am 10. Juni 1981, am portugiesischen Nationalfeiertag, stellte die Stadtverwaltung auf Initiative des portugiesischen Nachrichtenblattes Tempo ein Denkmal für die zahlreichen portugiesischen Auswanderer mit dem Titel „Ao emigrante português“ („Für den portugiesischen Emigranten“) auf. Der Bahnhof Santa Apolónia spielte dabei immer eine besondere Rolle, stellte und stellt er doch bis heute durch seine internationalen Zugverbindungen quasi das „Tor zur Welt“ dar. So begann für viele Auswanderer ihre Reise ins „neue Leben“ bereits an diesem Bahnhof. Beispielsweise leben allein in Frankreich heute etwa zwei Millionen Portugiesen, in Deutschland etwa 150.000.
Im Zusammenhang mit der Verlängerung der Metro 2007 ließ die Betreiberin des portugiesischen Schienennetzes und der Bahnhofseinrichtungen, die REFER, den Bahnhof komplett sanieren. Allgemein wurde mehr Platz geschaffen und die Beleuchtung verbessert, eine Erneuerung des himmelblauen Anstriches, der Türen, Fenster und des Bodens stand ebenso an. Dadurch, dass der Bahnhof auch besonders ein Ziel der Interrail-Touristen ist, legt die REFER auf Mehrsprachigkeit mit einem speziellen Auslandsschalter besonderes Augenmerk.

### Zukunft
Es gibt Pläne, nördlich der Station eine dritte Tejobrücke zu errichten, so dass dann der Fernverkehr nur noch über den Bahnhof Lissabon Oriente abgewickelt würde. Diese Pläne wurden im Jahr 2012 wegen Finanzierungsproblemen auf unbestimmte Zeit zurückgestellt. Falls dies eines Tages wieder aktuell wird, könnte wie bereits im Jahr 2008 die Lissabonner Stadtverwaltung planen, den Bahnhof zu schließen und das Bahngelände zu Gunsten des verschuldeten staatlichen Schienennetzbetreibers REFER zu veräußern; das Bahnhofsgebäude soll dann zu einem Kreuzfahrtschiffterminal umgenutzt werden. Die lokale Wirtschaft und auch die Eisenbahngesellschaft CP widersprachen den Plänen.

## Verkehr
Der Bahnhof hat die eigentliche Hauptbahnhoffunktion für Lissabon inne, auch wenn der Bahnhof Oriente diese übernehmen soll. Der Bahnhof wird von diversen Verbindungen des Nah- und Fernverkehrs bedient und ist auch Endpunkt von Zügen aus dem Ausland.

### Fernverkehr
- Sud-Express: Hendaye-Irún–San Sebastian–Salamanca–Lisboa Santa Apolónia
- Lusitânia: Madrid Chamartín–Entroncamento–Lisboa Santa Apolónia
- Alfa Pendular: Lisboa Santa Apolónia–Coimbra-B–Aveiro–Porto Campanhã (–Braga)
- Intercidades: Lisboa Santa Apolónia–Porto Campanhã (–Guimarães/Viana do Castelo-Valença)
- Intercidades: Lisboa Santa Apolónia–Covilhã/Guarda

### Regionalverkehr
- Regionalzüge zwischen Santa Apolónia und Entroncamento beziehungsweise Tomar, welche über die Linha do Norte und auch über die Ramal de Tomar verkehren
- InterRegional von Santa Apolónia nach Tomar und Coimbra-A
- Regionalzüge, die über die Linha de Cintura, die Linha de Sintra und die Linha do Oeste nach Caldas da Rainha führen
- Urbanos: Züge der Linie Santa Apolónia–Azambuja der Linha de Azambuja-Familie

## U-Bahnhof Santa Apolónia

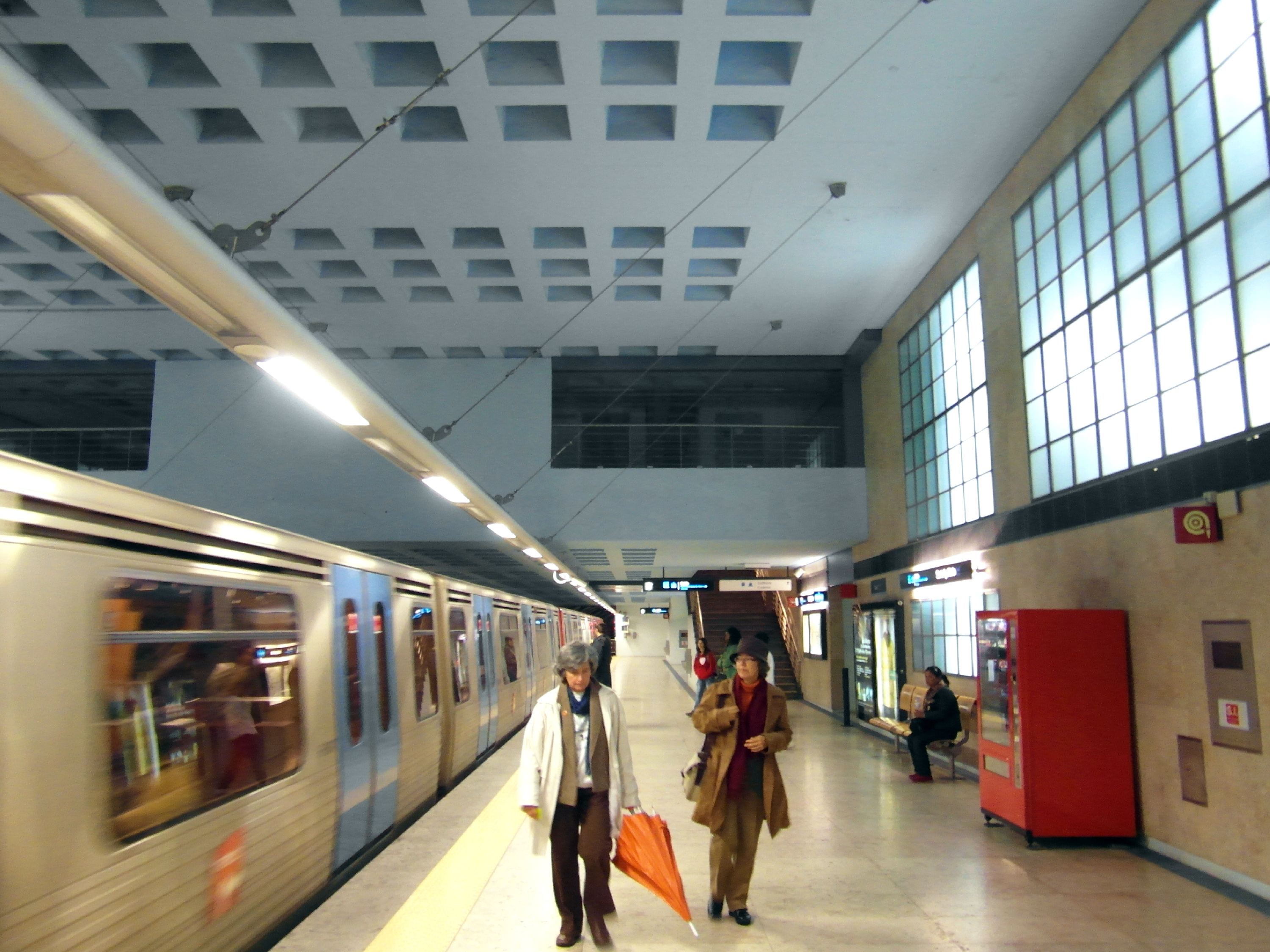
Seit 2007 ist der Bahnhof an das Lissabonner Metronetz angeschlossen

Die Bauarbeiten für eine Verlängerung der U-Bahn-Linie Linha Azul (blaue Linie) begannen 1997, zogen sich jedoch wegen des sehr komplizierten Untergrundes und eines schweren Wassereinbruches hin. Letztendlich konnte die Betreibergesellschaft der Metro Lissabon, die Metropolitano de Lisboa, EP am 19. Dezember 2007 die Strecke zwischen den Bahnhöfen Baixa-Chiado bis zum Bahnhof Santa Apolónia in Betrieb nehmen.